# Božanska liturgija
Božanska liturgija je uobičajeni naziv koji se koristi u većini istočnih kršćanskih Crkava za euharistijsko slavlje.
Grkokatolička i Pravoslavna Crkva vide Božansku liturgiju kao nadilaženje vremena i svijeta. Svi vjernici se vide kao ujedinjeni u štovanju u Kraljevstvu Božjem zajedno s usnulim svecima i nebeskim anđelima. Sve se u liturgiji vidi kao simbolika, ali ne samo tako, jer ona čini aktualnom nevidljivu stvarnost. Prema istočnoj tradiciji i vjerovanju, korijeni liturgije sežu do prilagodbe židovskih molitvi od strane ranih kršćana. Prvi dio, nazvan "Liturgija oglašenih", uključuje bogoslužje nalik onom u Sinagogi. Druga polovica temelji se na Posljednjoj večeri i prvim euharistijskim slavljima ranih kršćana i naziva se "Liturgija vjernih". Istočni kršćani vjeruju da je Euharistija središnji dio bogoslužja u kojem sudjeluju, jer vjeruju da kruh i vino doista postaju pravo Kristovo tijelo i krv, te da blagujući ih zajednički postaju Tijelo Kristovo (tj. živa Crkva ).  
Tri božanske liturgije u najčešćoj uporabi u bizantskom obredu su:
- Božanska liturgija svetog Ivana Zlatoustog, koristi se većinu dana u godini i kao večernja liturgija na Blagovijesti .
- Božanstvena liturgija Svetog Basilija Velikog, koja se koristi u pet nedjelja uskršnjeg posta i na blagdan svetog Basilija (1. siječnja). Uoči blagdana Rođenja i Bogojavljenja te na Veliki četvrtak i Veliku subotu. Sveukupno se ova liturgija koristi oko 10 puta tijekom liturgijske godine.
- Božanska liturgija Pređeosvećenih darova. služi se tijekom uskršnjeg posta srijedom, petkom i nekoliko drugih prigoda, a također i prva tri dana Velikog tjedna. Danas se uvijek slavi kao večernja liturgija.

Osim ovih, postoje još dvije koje se koriste lokalno i generalno rijetko, to su Liturgija svetog Jakova i Liturgija svetog Marka.